# 토탈비스킷
존 피터 베인(John Peter Bain, 1984년 7월 8일 ~ 2018년 5월 24일)은 토탈비스킷(/ˌtoʊtəlˈbɪskɪt/, TB; 때로는 The Cynical Brit 또는 TotalHalibut)으로 더 잘 알려진 영국의 비디오 게임 해설가이자 유튜브의 게임 평론가였다. 그는 전문적인 샤우트캐스팅과 E스포츠에서의 역할로 잘 알려져 있었으며, WCradio.com에서의 게임 해설 오디오 작업으로도 유명했다. 유로게이머에 따르면, 그는 새로 개발된 인디 게임에 대한 비디오 해설과 게임 뉴스 분석으로 많은 팬을 확보했다. 베인은 비디오 게임 산업의 소비자보호를 강력히 지지했다. 2015년 10월, 베인은 간으로 전이된 말기 암을 진단받았다고 발표했다. 그는 진단 후에도 계속 게임을 비평했으며, 2018년 5월 사망하기 몇 주 전에야 은퇴를 발표했다.

## 생애
베인은 드 몽포르 대학교에서 법을 공부했다. 그곳에서 그는 데몬 FM에서 익스트림 메탈 음악 쇼를 진행했다. 그는 발달성협응장애 진단을 받았다.
2005년부터 2010년까지 베인은 월드 오브 워크래프트의 개발 및 퍼블리싱 팀인 블리자드 엔터테인먼트로부터 특별한 인정과 인정을 받은 인기 있는 월드 오브 워크래프트 팬 라디오 방송국인 월드 오브 워크래프트 라디오를 운영했다. 베인은 2005년 연례 블리즈컨 행사에 초청되어 행사를 취재했고, 그곳에서 그의 미래 아내이자 동료 유튜브 인물인 젠나 베인을 만났다. 월드 오브 워크래프트 라디오에서의 재직 기간이 끝난 후, 베인은 Cynicalbrit.com을 시작하여 보다 일반적인 게임 콘텐츠를 게시했다.
대침체가 절정에 달했던 2010년, 베인은 금융 자문 회사에서 해고되었다. 베인의 실직은 월드 오브 워크래프트: 대격변의 베타 출시와 동시에 일어났고, 그는 웹사이트의 광고 수익 시스템을 통해 돈을 벌기 위해 유튜브에서 게임플레이를 해설하는 비디오를 제작하기 시작했다. 다음 몇 주 동안 베인의 비디오 인기는 급증했다. HuskyStarcraft라는 스타크래프트 II 해설자가 베인에게 접근하여 유튜브의 게임 채널 네트워크인 더 게임 스테이션(현재는 메이커 스튜디오의 하위 네트워크인 폴라리스)으로 초대했다.

### 암 진단 및 사망
2014년 4월 말, 베인은 그의 할아버지 두 분도 진단받았던 대장암의 초기 징후인 전암성 결장 종괴를 진단받았다고 발표했다. 그 달 안에 베인은 "완전한 암" 진단을 받았고 화학요법 치료를 시작했다고 밝혔다.
베인은 2015년 4월에 컴퓨터단층촬영 결과 암이 완전 관해되었다고 보고했다. 그러나 2015년 10월, 새로운 CT 촬영 결과 대장암은 제거되었지만 암이 간으로 전이되어 수술 불가능 판정을 받았으며, 의사들은 그에게 2~3년의 수명을 예상했다. 베인은 이 소식에 따라 그의 e스포츠 팀인 Axiom의 해체를 발표했다. 2016년 1월까지 베인은 소셜 미디어와 거리를 두기로 결정했지만, 여전히 게임 비평 비디오 제작에 집중했다.
2016년 9월 23일, 그는 암이 돌연변이를 일으켰고, 표적 치료로 간 종양이 5cm에서 2cm로 50% 이상 줄어들었다고 보고했다.
2017년 10월, 베인은 H3 팟캐스트에 출연하여 현재 암 상태에 대해 길게 논의했다. 그는 자신의 상태를 "안정적"(암이 여전히 존재하지만 퍼지지 않는다는 의미)이며, 4기 암이라고 설명했다. 11월 22일, 베인은 화학요법이 더 이상 효과가 없다고 트윗했지만, 다른 종류를 시도할 수 있다고 덧붙였다. 그는 또한 암이 퍼지지 않았지만 성장이 다시 시작되었다고 언급했다.
2018년 4월 중순, 베인은 극심한 요통으로 병원에 입원했고, 의사들은 암이 자라 척추를 압박하고 있음을 발견했다. 그가 암 확산을 막기 위한 임상 시험을 받는 동안, 의사들은 암이 약물과 기존 화학요법에 너무 강하게 저항하여 효과가 없을 것이라는 것을 알게 되었고, 간 기능이 저하되고 있다는 통보도 받았다. 의사들은 그의 간 기능 저하와 호환되는 임상 시험이 가능해지면 임상 치료를 재개할 수 있는 선택과 함께 그를 완화치료로 옮겼다. 이로 인해 자신이 오래 살지 못할 것이라는 것을 알게 된 베인은 스스로와 팬들을 만족시킬 수 있는 수준으로 작업을 수행할 수 없다고 판단하여 게임 비평에서 완전히 은퇴한다고 발표했다. 그는 아내 젠나와 함께 Co-Optional 팟캐스트를 계속할 계획이었고, 자신이 사망할 경우 아내가 팟캐스트를 이어받을 계획도 세웠다.
2018년 5월 24일, 베인의 아내 젠나는 자신과 남편의 X (소셜 네트워크) 계정을 통해 베인이 간성 뇌증 혼수 상태에 빠져 사망했다고 발표했다.

### 유산
여러 비디오 게임 회사들이 베인을 기리는 언급과 기념물을 담은 미디어를 출시했다. 2018년 6월 7일, 자겍스의 올드 스쿨 룬스케이프 개발자들은 게임 세계에 실크해트로 장식된 무덤을 추가하며 "그는 항상 질문하고 답하기 위해 그곳에 있었다"는 메시지를 남겼다. 얼마 후인 2018년 9월 9일, 블리자드 엔터테인먼트는 베인을 기리기 위한 기념 번들을 만들었고, 모든 판매 수익금은 젠나와 그들의 아들 오리온에게 직접 전달되었다. 그가 사망한 지 2년 후, 비디오 게임 둠 이터널에는 베인을 언급하는 실크해트와 "암을 죽여라(Slay Cancer)"라고 적힌 명판의 이스터 에그가 포함되었다.
베인은 사후에 ESL (기업) e스포츠 명예의 전당에 헌액되었으며, 비경쟁 선수로서는 처음으로 이 영예를 안았다.
워해머 40,000: 스페이스 마린 2는 베인을 기리며 헌정되었다. 베인은 이전에 전작인 워해머 40,000: 스페이스 마린을 그의 "WTF is...?" 시리즈에서 즐겁게 다루었다.

## 온라인 닉네임의 유래
베인은 토탈비스킷이라는 이름이 테리 프래쳇의 소설 카르페 유굴룸에서 따온 것이라고 밝혔다. "게다가, 아그네스는 생각했다. 나는 Syphilidae Wilson과 Yodel Lightley, 그리고 Total Biscuit이라는 이름의 사람들이 있다는 것을 분명히 알고 있다."
"Cynical Brit"라는 별명은 그의 "Blue Plz!" 라디오 방송의 원래 서문에서 유래했다. "신사 숙녀 여러분, 걱정하지 마십시오. 냉소적인 영국인에게 마이크가 허용되었습니다. 여러분은 들으셔야 합니다. 그렇지 않으면 우리가 인질로 잡고 있는 새끼 고양이는 거대한 오소리와 싸우게 될 것입니다. 신사 숙녀 여러분, 이것이 바로 Blue Plz!입니다. 즐기세요."
TotalHalibut은 플래닛사이드에서 베인의 온라인 이름이었다. "저는 저희 옛 플래닛사이드 길드였던 Halibuts에서 시작했습니다... TotalHalibut은 거기서 유래했습니다. Halibuts에서 플레이했던 모든 사람들은, Halibuts는 누구나 가입할 수 있는 플래닛사이드의 길드였고, 여러분은 기본적으로 그 안에서 플레이하기 위해 알트를 만들었고, 플레이하려면 이름에 Halibut이라는 단어가 있어야 했습니다."

## 인터넷 인기
베인 인기의 주된 원천은 그의 주요 유튜브 채널이었는데, 그는 유튜브 게임 네트워크 폴라리스의 일환으로 "다양한 게임 콘텐츠"를 게시했다. 그의 가장 인기 있는 비디오는 비디오 게임에 대한 첫인상을 다루는 "WTF is...?" 시리즈에 속했다. 그는 유로게이머의 윌 포터에 의해 "인디 게임의 챔피언"이자 유튜브의 최고 "그를 사랑하든 싫어하든" 인물로 묘사되었다. 같은 비평가는 베인의 온라인 인기가 그의 목소리가 "권위 있는 어조"를 가졌기 때문이라고 시사했으며, 베인 자신은 그의 솔직함과 개성이 성공의 핵심이라고 믿었다. 2018년 5월 사망하기 전, 베인은 그의 유튜브 채널에 220만 명 이상의 구독자를 보유하고 있었다.
토탈비스킷은 몇 년 동안 스팀 큐레이터 중 최고였으며, 사망 당시 80만 명이 넘는 팔로워를 보유하고 있었다. 그의 인기로 인해 스팀을 관리하는 밸브는 2017년에 베인과 또 다른 게임 평론가인 제임스 스테파니 스털링을 본사로 초대하여 스팀의 상점과 검색 도구를 개선하는 방법을 논의하도록 했다.
"WTF is...?" 시리즈 외에도 베인은 게임 뉴스와 댓글을 다루는 "콘텐츠 패치" 프로그램(2012년 10월 30일 시작, 2016년 7월 15일 종료)을 진행했다. 베인은 또한 더 게임 스테이션 팟캐스트를 진행했으며, Co-Optional 팟캐스트의 호스트이기도 했다. 이 팟캐스트에서는 제시 콕스와 브룩 "도저" 손, 그리고 게스트와 함께 게임과 게임 뉴스를 논의했다. 이 팟캐스트는 매주 화요일 그의 트위치 채널에서 생중계되었다.
2016년, 트위치는 베인이 웃는 사진을 스케치한 LUL 이모티콘을 추가했으며, 이는 이후 트위치에서 가장 인기 있는 이모티콘 중 하나가 되었다. 2022년 레딧에서 주최한 R/place 소셜 실험 프로젝트에서 LUL 이모티콘을 재현한 작품이 캔버스 중앙에 베인을 기리는 추모 작품으로 만들어졌다.

## 소비자 옹호

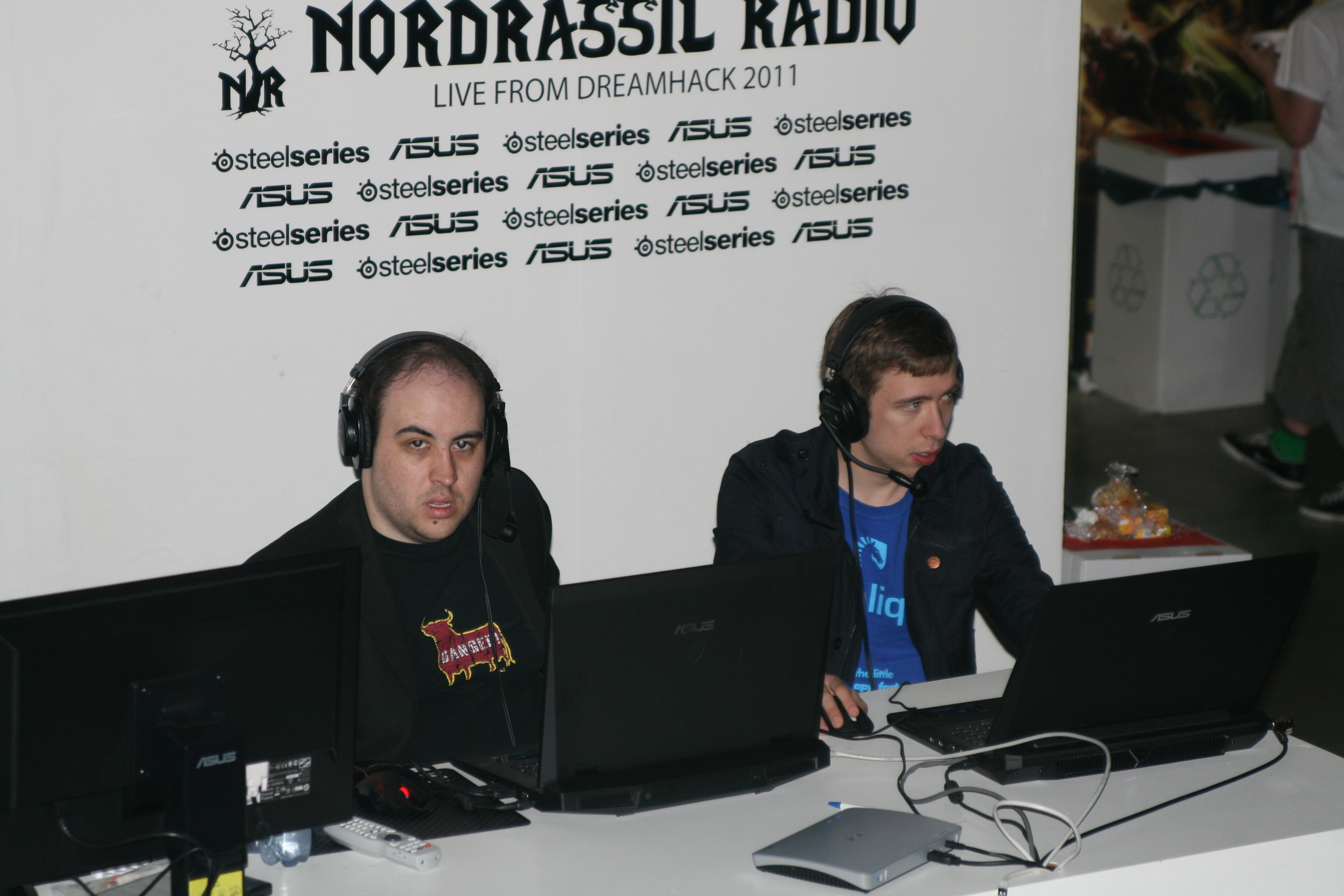
2011년의 토탈비스킷 (왼쪽)

2013년 10월, Wild Games Studio는 베인의 게임 데이 원: 개리스 인시던트에 대한 부정적인 "WTF Is... ?" 비판 영상에 대해 저작권 주장을 제기하여 해당 영상이 삭제되었다. 이는 게임에 대한 검토 사본을 베인에게 발행했음에도 불구하고, 비판을 위한 저작권 자료 사용은 공정 이용에 의해 허용되는 것이었다. 영상 삭제에 대한 베인의 후속 대응 영상은 언론의 주목을 받았고 Wild Games Studio에 대한 추가 비판을 불러일으켜, 스튜디오는 주장을 철회했다.
2014년 7월, 일부 유튜브 블로거들이 게임 개발자나 퍼블리셔로부터 게임 비디오를 녹화하는 대가로 금전적 보상을 받았다는 설문조사 결과가 발표되면서 유튜브 게임 채널의 윤리에 대한 온라인 논쟁이 촉발되었다. 이 논의에 대한 응답으로, 베인은 트위터에서 "비디오 시작 시 스플래시 화면에 홍보 비디오임을 명확히 공개하겠다"고 발표했다. 이전에 그의 비디오 설명 필드에 면책 조항이 나타났지만, 베인은 임베드되거나 특정 앱으로 표시되는 유튜브 비디오는 해당 정보를 생략하기 때문에 이것으로는 더 이상 충분하지 않다고 느꼈다.
자신의 스팀 큐레이터 채널과 함께, 베인은 "프레임레이트 경찰" 큐레이터 그룹을 설립했는데, 이 그룹은 30 프레임으로 고정된 것으로 알려진 게임을 검토하고 더 높은 프레임 속도가 가능한지 여부를 확인하기 위한 것이었다. 더 높은 프레임 속도의 게임은 일반적으로 더 보기 좋고 플레이어 입력에 더 반응적일 수 있기 때문이었다. 베인은 그룹의 목적에 대해 "그런 사람들에게 가장 큰 좌절감 중 하나는 게임이 소프트웨어 자체의 임의적인 제한으로 인해 하드웨어의 성능을 얻는 것을 방해할 때이며, 게임 플레이에 큰 영향을 미치는 가장 명백하고 충격적인 것 중 하나는 30 프레임(또는 그 이하) 고정이다"라고 말했다.
2014년 10월, 기존 비디오 게임 리뷰 매체들이 비디오 게임 미들 어스: 섀도우 오브 모르도르에 대한 조기 접근 권한을 얻지 못했던 반면, 베인은 유튜브 블로거들이 게임에 대해 긍정적으로 평가하는 제한적인 계약에 동의하는 대가로 게임에 대한 조기 접근 권한을 제공받았다고 밝혔다. 연방거래위원회 규정은 유튜브에서 유료 홍보 거래를 공개하도록 요구한다.
베인은 게이머게이트 논란에 연루되었는데, 이는 유튜브 블로거가 조이 퀸에 대해 논의하는 비디오에 대해 DMCA 통지를 받았다는 사실을 알게 된 후였다. 그는 비디오를 삭제하는 것이 또 다른 스트라이샌드 효과 사례를 유발할 것이라고 주장했다. 베인은 그 후 비디오 게임 언론과 관련된 윤리적 및 직업적 문제에 대해 논의했으며, 논란 중에 제기된 많은 윤리적 문제들이 유효하거나 해결되어야 한다고 믿었다. 그는 게이머게이트와 관련된 괴롭힘이 논란에 연루된 사람들 사이에 갈등을 유발하려는 단독 행위자들의 결과라고 말했다. 베인은 코타쿠의 스티븐 토틸로와 게이머게이트 논란 전반에 대해, 그리고 특히 게이머게이트 지지자들이 코타쿠의 윤리와 전문성에 대해 우려하는 점에 대해 인터뷰했다.
2017년 4월 3일, 기어박스 퍼블리싱은 G2A가 독점 수집가용 에디션을 제작 및 판매할 G2A와의 파트너십을 발표했다. 베인은 G2A의 부정적인 언론 보도와 회사에 대한 비난을 인용하며 이러한 움직임을 비판했고, 기어박스가 거래를 취소하지 않으면 블렛스톰: 풀 클립 에디션이나 다른 기어박스 게임을 다루지 않겠다고 위협했다. 2017년 4월 6일, 블렛스톰: 풀 클립 에디션 출시 하루 전, 기어박스는 G2A가 수락해야 할 최후통첩 목록을 베인과 함께 발표했으며, 그렇지 않으면 거래에서 물러나겠다고 밝혔다. 최후통첩은 G2A의 Shield 서비스, 게임 개발자를 위한 개방형 API, 그리고 G2A의 결제 시스템에 초점을 맞추었다. 다음 날, 기어박스 퍼블리싱은 최후통첩에 대한 G2A의 응답 부족으로 인해 G2A와의 협력을 종료한다고 공개적으로 발표했다. G2A는 2017년 4월 10일 주장에 대해 "최후통첩에서 G2A.COM에 요구된 모든 요청은 사실 우리 마켓플레이스의 오랜 부분이었다"고 답하며, 문제는 베인과 기어박스가 G2A가 마켓플레이스를 운영하는 방식에 대해 익숙하지 않기 때문이라고 설명했다.

## 스폰서십
2012년 2월, 베인은 팀 디그니타스 선수 블링(BlinG)을 후원하겠다고 발표했다. "스타크래프트 커뮤니티는 저에게 많은 것을 주었고, 저는 SHOUTcraft Invitational을 통해 보답할 기회를 가졌습니다. 이제 한 걸음 더 나아가 세계 최고의 외국인 선수 중 한 명이 될 잠재력을 가지고 있다고 믿는 영국 선수를 직접 지원할 때입니다."

### 팀 액시엄
2012년 8월, 베인은 전 팀 슬레이어즈(SlayerS) 소속이었던 크랭크(CranK)를 MLG 프로 서킷 2012-여름 챔피언십에 참가하도록 후원하겠다고 제안했다.
2012년 9월 26일, 베인과 그의 아내 젠나는 팀 액시엄(Team Axiom)의 창설을 발표했으며, 베인과 HuskyStarCraft가 팀의 스폰서로, 당시 AxCrank로 이름이 변경된 CranK가 첫 선수로 합류했다. 이 그룹은 팀 에이서(Team Acer)와 합류하여 GOMTV 글로벌 스타크래프트 II 팀 리그에 참가하기 위해 팀 액시엄-에이서(Axiom-Acer)를 구성했다. Axiom 로스터는 AxCrank, AxAlicia, AxHeart, AxRyung으로 구성되었다.
2015년 10월 15일, 베인은 암의 재발과 팀의 최근 성공 부진으로 인해 팀 액시엄의 해체를 발표했다.

## 수상
베인은 골든 조이스틱 어워드 2012년 '최고의 유튜브 게이머' 부문에서 준우승을 차지했다. 그는 테크노라티와 유로게이머를 비롯한 여러 유명 게임 웹사이트에서 인정받았다. 베인은 King of the Web이 주최한 2012년 배틀 로얄에서 우승했으며, 상금을 비영리 단체인 Charity: Water에 기부했다. 2014년, 그는 MCV의 영국인 리스트에 이름을 올렸다. 토탈비스킷은 쇼티 어워드 후보에 올랐다. 2014년 12월 5일, 베인은 더 게임 어워즈에서 '트렌딩 게이머' 부문 팬스 초이스 상을 수상했다.